# Lithiummetatitanat
Lithiummetatitanat (Li2TiO3) ist ein Mischoxid von Lithium und Titan aus der Gruppe der Titanate und kristallisiert im monoklinen Kristallsystem in der Raumgruppe C2/c (Raumgruppen-Nr. 15) mit den Gitterparametern a = 5,041 Å, b = 8,806 Å, c = 9,726 Å und β = 100,0°. Die Kristallstruktur besteht aus Schichten kantenverknüpfter TiO6-Oktaeder, wobei sowohl innerhalb der Schichten als auch zwischen zwei Schichten Lithiumionen eingelagert sind. In der  handelsüblichen Form und bei Raumtemperatur liegt es als weißes Pulver vor.
Lithiummetatitanat wird als Zusatzstoff im Bereich der Porzellanherstellung und bei Email verwendet. Wegen seiner chemischen Stabilität wird es auch als Flussmittel bei Metallschmelzen eingesetzt. Ein denkbares zukünftiges Anwendungsgebiet von Lithiummetatitanat ist der Einsatz in Kernfusionsreaktoren, die das zur Fusion verwendete Tritium aus Lithium erbrüten. Aufgrund seiner hohen Stabilität ist Lithiummetatitanat hier – neben Lithiumorthosilikat – ein Kandidat für das Brutmaterial.